# Веденеев, Иван Михайлович
Ива́н Миха́йлович Ведене́ев (23 декабря 1912 — 27 августа 1992, Воронеж) — советский конструктор авиационных двигателей и трансмиссий.

## Биография
Иван Михайлович Веденеев родился 23 декабря 1912 г.
C 1934 года, окончив Запорожский машиностроительный институт, работал на Запорожском моторном заводе техником-конструктором, руководителем конструкторской группы, заместителем начальника конструкторского бюро, заместителем главного конструктора завода. С 1948 года — начальник конструкторской бригады ОКБ завода № 478.
В 1960 году возглавил конструкторское бюро п/я 100, организованное на базе СКО Воронежского механического завода № 154 (ныне — Опытно-конструкторское бюро моторостроения). В конструкторском бюро под руководством И. М. Веденеева были разработаны:
- двигатели АИ-14РФ и АИ-14ВФ (на базе двигателей АИ-14 и АИ-14В Запорожского моторного КБ)[1][3];
- вертолётный поршневой двигатель М-14В26 и главный вертолётный редуктор Р-26 для вертолёта Ка-26 (1964)[1][3];
- новый авиационный поршневой двигатель М-14П (в конце 1960-х)[1]; был запущен в серийное производство в 1973 году и послужил основой для разработки авиационных поршневых двигателей М-14ПФ, М-14Х, М-14Р, М-9Ф, М-9ФВ, М-14В26В, М-14В26В1, М-14ПТ, М-14ПТ2[3].

Двигатель М-14 получил широкое распространение во всём мире, нередко его называют «двигателем Веденеева».
Разработанные под руководством Веденеева двигатели и главные вертолётные редукторы применялись на ряде самолётов (Як-18, Як-12, Ли-2, Ан-2, Ан-14, Як-50, Як-52) и вертолётов (Ка-26), а также на амфибиях, катерах и вездеходах.
До 1973 года И. М. Веденеев работал Главным конструктором ОКБМ, затем до конца жизни продолжал работать в ОКБМ ведущим конструктором. Созданная им конструкторская школа сохранилась в ОКБМ и развивается на основе последних достижений науки и техники.

## Награды
- Орден Октябрьской Революции[1]
- Орден Трудового Красного Знамени[1]
- Орден «Знак Почёта»[1]
- три медали
- Звание «Заслуженный моторостроитель»